# ملا كلا (مقاطعة فريدونكنار)
ملا كلا (بالفارسية: ملاکلا) هي منطقة سكنية تقع في مازندران في إيران. يقدر عدد سكانها بـ 251 نسمة .